# ハラジ語
ハラジ語（khalaj） はイランで話されるチュルク系言語。古いチュルク語の要素を多分に含んでいるものの、ペルシャ語化した言語である。1978年には、テヘランから南西にある50の村で20,000人の人々によって話されていた（2015年時点の話者は42,000人）。
150の起源不明な語彙がある。
ハラジ語は"Arghu"という古いチュルク語の子孫である。11世紀の辞書学者・マフムード・カーシュガリーは初めてハラジ語を文字化した人物であり、それは今日のハラジ語と最も一致している。
ハラジ語を再発見したen:Gerhard Doerferは、この言語が共通テュルク語派の中の最初の分派であることを示した。